# Walentina Iwanowna Tscherewatenko
Walentina Iwanowna Tscherewatenko (russisch Валентина Ивановна Череватенко, englisch Valentina Cherevatenko; * 20. Januar 1956) ist die Leiterin der russischen Nichtregierungsorganisation »Frauen vom Don«.

## Leben
Walentina Tscherewatenko studierte Politikwissenschaften und promovierte.
1993 gründete sie die Nichtregierungsorganisation »Frauen vom Don« in Nowotscherkassk. Diese unterstützt Frauen in sozialen, psychologischen, juristischen und anderen Problemen.
Walentina Tscherewatenko bietet Seminare an, bei denen Angehörige gegensätzlicher Konfliktparteien miteinander in Kontakt gebracht werden. Sie veranstaltete Seminare von Opfern des Tschetschenienkrieges mit russischen Militärangehörigen und von Frauen aus der Ukraine und aus Russland.
Walentina Tscherewatenko fordert eine Beteiligung gesellschaftlicher Organisationen am Prozess der Versöhnung zwischen der Ukraine und Russland. Im Frühjahr 2016 besuchte sie mehrmals die ukrainische Kampfpilotin Nadija Sawtschenko im Gefängnis in Nowotscherkassk.
Im Juni 2016 wurde sie angeklagt, ihre Organisation »Frauen vom Don« nicht als „ausländischer Agent“ registriert haben zu lassen, wie es das Justizministerium erstmals 2013 gefordert hatte. Ihr drohen zwei Jahre Freiheitsentzug, da sie in »verbrecherischer Absicht« (преступный умысел) gehandelt habe. Dieses Strafmaß wurde in analogen Prozessen bisher noch bei keinem Angeklagten angedroht.

## Auszeichnungen
- 2005: Nominierung zum Friedensnobelpreis innerhalb des Projekts 1000 Frauen für den Friedensnobelpreis 2005[3]
- 2016: Anna-Politkowskaja-Preis der britischen Frauenorganisation Reach All Women in War[4]
- 2016: Deutsch-Französischer Preis für Menschenrechte und Rechtsstaatlichkeit des französischen und des deutschen Außenministeriums